# Климент Кръстев
Климент Кръстев Кръстев е български офицер (полковник), командир на 4-та дружина от 43-ти пехотен полк през Балканската война (1912 – 1913). Използва псевдонима Имарет.

## Биография
Климент Кръстев е роден на 2 ноември 1868 година в Охрид. През 1887 година завършва Военното училище в София и на 7 ноември 1887 г. е произведен в чин подпоручик. Служи в 13-и пехотен рилски, 32-ри пехотен загорски и 9-и пехотен пловдивски полк. На 7 ноември 1890 година е произведен в чин поручик, а на 2 август 1896 в чин капитан.
През 1898 година капитан Кръстев е командир на рота в 12-и пехотен балкански полк, а на 31 декември 1906 е произведен в чин майор. В навечерието на Балканската война майор Кръстев е командир на дружина в 32-ри загорски полк. Той е един от възобновителите на Българските освободителни братства сред офицерите от полка. На 22 септември, само няколко дена след обявяването на мобилизацията на българската армия, Климент Кръстев е произведен в чин подполковник.
В годините 1910 – 1912 година подполковник Кръстев заедно с подполковник Александър Протогеров, майор Петър Дървингов и майор Борис Дрангов застава начело революционната група от дейци, принадлежащи към бившия Върховен комитет.
През Балканската война (1912 – 1913) подполковник Кръстев командва 4-та дружина от 43-ти пехотен полк. Дружината се състои предимно от войници от Поповска околия, основно от село Садина, но също така и от селата Опака, Омур бей и Паламарца), с незначителни попълнения от Търговищка околия. На 16 октомври 1912 година дружината осъществява първия пробив в турската отбрана по линията Люлебургас – Бунархисар при Караагач. Успява да премине Караагачдере и да се укрепи заедно с други размесени войнишки групи от 7-и преславски, 19-и шуменски, 43-ти и 44-ти полк в заетите турски позиции. Подполковник Кръстев ръководи атаката и задържането на позицията. Дружината участва и в сражението за превземането на Лозенград при Ескиполос – Петра.
След атаката на Чаталджа, дружината, като част от 3-та бригада на 4-та преславска дивизия участва в превземането на Одринската крепост. По време на примирието подполковник Кръстев е част от комисията за определяне на границата с Османската империя.
По време на Междусъюзническата война (1913) две дружини от бригадата са оставени като гарнизонни в Одрин, едната от които е дружината на подполковник Кръстев. По-късно, по време на Първата световна война на 28 август 1916 година е произведен в чин полковник.
След войната полковник Кръстев е съратник на лидера на ВМРО и негов съгражданин генерал Протогеров.
През 1945 година полковник Климент Кръстев е уволнен от армията.
Датата на смъртта му е неизвестна. Погребан е в София.

## Военни звания
- Подпоручик (7 ноември 1887)
- Поручик (7 ноември 1890)
- Капитан (2 август 1896)
- Майор (31 декември 1906)
- Подполковник (22 ноември 1912)
- Полковник (28 август 1916)